# Палајла I Санти (Перуђа)
Палајла I Санти је насеље у Италији у округу Перуђа, региону Умбрија.
Према процени из 2011. у насељу је живело 26 становника. Насеље се налази на надморској висини од 617 м.